# نورفلت (آرکانزاس)
نورفلت (آرکانزاس) (به انگلیسی: Norphlet, Arkansas) یک شهر در ایالات متحده آمریکا با جمعیت ۸۲۲ نفر است که در آرکانزاس واقع شده‌است.

## موقعیت جغرافیایی
موقعیت جغرافیایی شهرها و مناطق اطراف به شرح زیر است: